# Pedro Acevedo
Pedro Mauricio Acevedo Melani (Santiago, 21 de septiembre de 1973) es un exfutbolista chileno.
Jugó de defensa central en cinco clubes chilenos: Cobresal, equipo con el que se identificó mayoritariamente, debido a que nació futbolísticamente en ese club y con el que ganó un título de la Primera B;, Deportes Concepción, Santiago Morning, equipo con el que ganó un título de la Primera B y un triangular de la liguilla de promoción; Unión Española y Colo-Colo, donde tuvo un breve paso en 2000.

## Clubes

### Como jugador
| Club                | País  | Año       |
| ------------------- | ----- | --------- |
| Cobresal            | Chile | 1994-1999 |
| Colo-Colo           | Chile | 2000      |
| Unión Española      | Chile | 2001-2003 |
| Deportes Concepción | Chile | 2004      |
| Santiago Morning    | Chile | 2005-2007 |

## Palmarés

### Como jugador

#### Campeonatos nacionales
| Título    | Equipo           | País  | Año  |
| --------- | ---------------- | ----- | ---- |
| Primera B | Cobresal         | Chile | 1998 |
| Primera B | Santiago Morning | Chile | 2005 |